# Joseba Albizu
Joseba Albizu Lizaso (ur. 6 lipca 1978 w Azpeitii) – hiszpański kolarz szosowy narodowości baskijskiej. W zawodowym peletonie ścigał się w latach 2003–2006.
Jako amator wygrał Vuelta a Tenerife. Gdy jeździł w barwach Mercatone Uno w pierwszym swoim sezonie jako zawodowiec zwyciężył Giro del Friuli i był to jego największy sukces w karierze. Gdy był członkiem Euskaltel-Euskadi nie odnosił spektakularnych sukcesów. Wygrał klasyfikację górską Euskal Bizikleta w 2005 roku. Zwykle pomocnik swoich liderów oraz aktywny szczególnie na pagórkowatym terenie.
Mierzy 171 cm wzrostu i waży 61 kg.

## Najważniejsze zwycięstwa i sukcesy
- 2003 – zwycięstwo w klasyfikacji generalnej Giro del Friuli; 2 w GP Nobili
- 2005 – zwycięstwo w klasyfikacji górskiej Euskal Bizikleta